# Râul Senator
Râul Senator este un curs de apă, afluent al râului Boul Mic.

## Hărți
- Harta județului Suceava